# Obciąg (enologia)

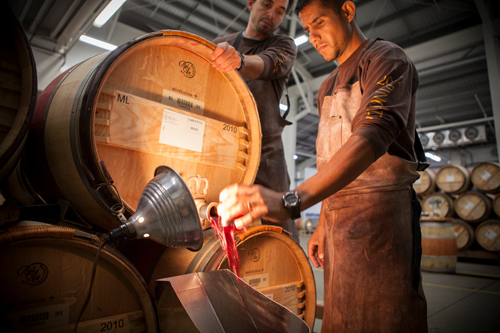
Grawitacyjny obciąg wina z beczki

Obciąg – zabieg zlewania wina lub piwa znad osadu. Polega na przeniesieniu sklarowanego fermentowanego napoju do pustego zbiornika bez naruszania osadu w celu rozlewu lub dalszego klarowania. 